# Ruszkowice (województwo dolnośląskie)
Ruszkowice (niem. Lohenstein) – wieś w Polsce położona w województwie dolnośląskim, w powiecie dzierżoniowskim, w gminie Niemcza.
W latach 1975–1998 miejscowość położona była w województwie wałbrzyskim.

## Szlaki turystyczne
Ziębice – Lipa – Jasłówek – Krzelków – Zameczny Potok – Ciepłowody – Kawia Góra (Łysica) – Ruszkowice – Ostra Góra – Podlesie – Przerzeczyn-Zdrój – Grzybowiec – Piława Górna – Piława Dolna
 Piława Górna – Ligota Mała – Przerzeczyn-Zdrój – Podlesie – Ruszkowice – Przełęcz nad Blotnicą